# Sarns
Sarns (italienisch: Sarnes) ist eine kleine Fraktion der Gemeinde Brixen im Südtiroler Eisacktal in Italien. Die Örtlichkeit liegt am Eisack und hat rund 300 Einwohner.

## Geografie

### Lage
Sarns liegt ungefähr 3 Kilometer südlich des Stadtzentrums von Brixen. Mit 600 Metern über dem Meeresspiegel liegt das kleine Dorf ca. 40 Meter über dem Brixner Stadtzentrum und ist von dort aus zu Fuß in ungefähr 45 Minuten zu erreichen. Die Fraktion liegt an einem Abhang auf der östlichen Seite des Eisackufers.

### Nachbarorte
Sarns grenzt nördlich an Milland und südlich an Albeins. Im Westen liegt jenseits des Eisacks die Mahr und nordöstlich oberhalb von Sarns befindet sich, an den Hängen der Plose, St. Andrä.
In der Nähe von Sarns gibt es einen nach Franz von Unterrichter benannten Weg, den Franz-von-Unterrichter-Weg. Unterrichter (1775–1867) war ein Südtiroler Dichter, Jurist und Politiker, sowie Mitglied der Frankfurter Nationalversammlung.

## Geschichte
Sarns war schon sehr früh die Sommerresidenz der hohen Geistlichkeit von Brixen. Viele Bischöfe nutzten die Ruhe in Sarns. Sarns war lange Zeit eine mit Albeins zusammengeschlossene Pfarrei, jedoch wurde es 1986, u. a. durch die Mithilfe des späteren Bischofs Karl Golser, zur eigenständigen Pfarrei erklärt. Das 25-Jahr-Jubiläum wurde am 6. November 2011 im Ort gefeiert.
1928 wurde die bis dato eigenständige Gemeinde Milland-Sarns der Stadt Brixen zugeschlagen.

## Wichtige Gebäude

### Pfarrkirche St. Sebastian in Sarns

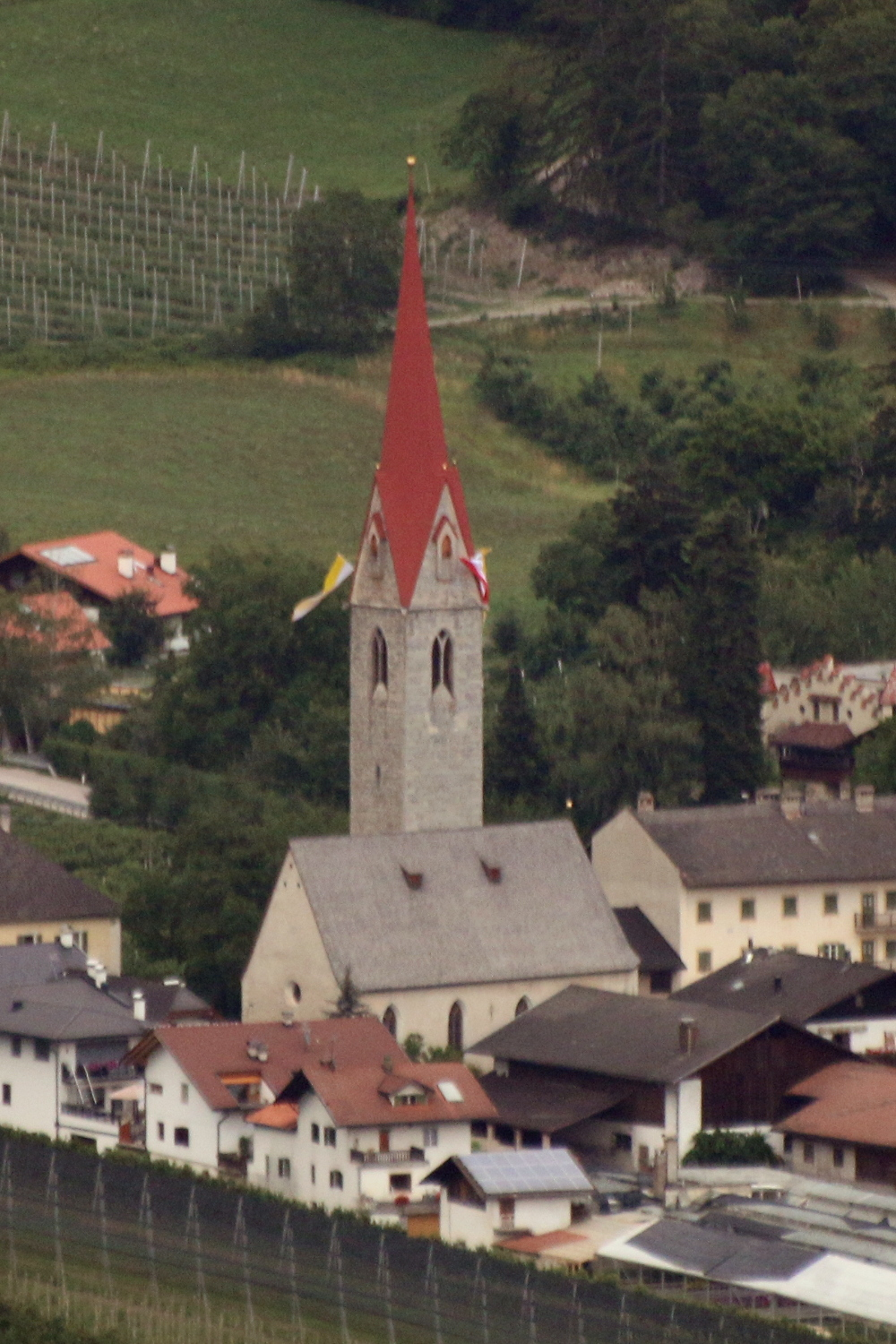
St. Sebastian

Die Pfarrkirche St. Sebastian in Sarns wurde 1502 n. Chr. durch Johann Matthäus Punter errichtet und 1510 dem Hl. Sebastian geweiht. Der in Brixner Granit gefertigte Kirchturm wurde bereits 1483 fertiggestellt und wurde dem Weißen Turm in Brixen nachgebildet. Die Altäre sind neugotisch und stammen aus den Jahren um 1870. Am Hochaltar sind Skulpturen und sechs von Meister Leonhard (drittes Viertel des 15. Jhdt.) gebildete Büsten, welche den Heiligen Oswald, den Heiligen Albuin, den Heiligen Ingenuin, die Heilige Katharina, die Heilige Agnes, sowie Karl den Großen darstellen, zu sehen. Auf dem Hochaltar über dem Beichtstuhl befinden sich zwei schöne Holzskulpturen der Madonna mit dem Kind, die ebenfalls Meister Leonhard von Brixen zugeschrieben werden. Die Bilder des Kreuzweges stammen aus dem 18. Jahrhundert und die Orgel stammt aus den Jahren um 1870. Des Weiteren sind auch einige schöne Grabsteine alter Adelsfamilien zu sehen.

### Schloss Pallaus

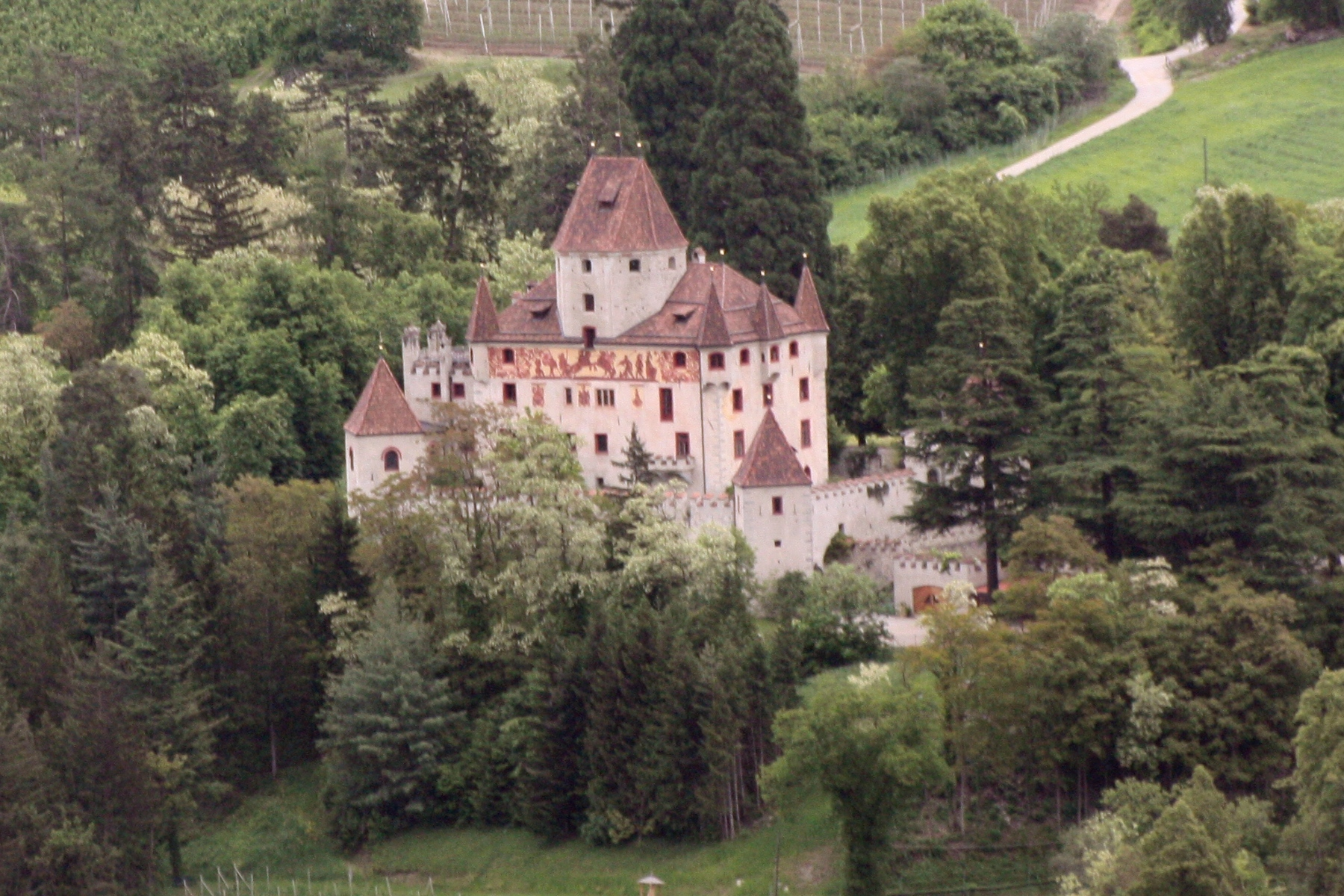
Schloss Pallaus

Das Schloss Pallaus wurde 1497–1515 von den Brüdern Nikolaus und Hans Palaus (auch Pallaus) an der Stelle eines alten Wohnturms und in den äußeren Formen einer hochmittelalterlichen Burg errichtet. Nachdem sie ihn mit einem landwirtschaftlichen Gutsbesitz in Form eines Urbar versehen hatten, der zuvor nicht vorhanden war, erhielten sie die Erlaubnis, das zum Ansitz gefreite Anwesen Palaus und sich selbst Palauser von Palaus zu nennen. Die Familie residierte hier bis 1824. Während der Tiroler Freiheitskriege diente es als Hauptquartier der französischen Truppen und ist das einzige Schloss, das der Brandschatzung der Franzosen vom 6. Dezember 1809 entging. 1860–1875 erfolgte der Umbau durch Carl von Unterrichter. 1995–1998 restaurierte die Familie Schmidhammer das Schloss. Es befindet sich in Privatbesitz.

### Schloss Campan
Das Schloss Cmapan liegt am Fuß eines Hügels unter dem Schloss Pallaus. Er steht unter Denkmalschutz und kann über einen Forstweg in rund 10 Minuten von Sarns aus erreicht werden. Campan war ursprünglich ein Maierhof der Fürstbischöfe von Brixen, der bereits 1288 im Gesamttiroler Urbar Graf Meinhards II. als „datz Compenne“ erwähnt wird. Das Gehöft wurde später zum Ansitz gefreit und ist seit etwa zwei Jahrhunderten im Familienbesitz der Familie von Unterrichter, welche immer noch dort lebt. Es wurde 1860 von einem Brand zerstört und später wieder aufgebaut. Des Weiteren bietet das Schloss Räumlichkeiten wie z. B. Atrien, Stiegenhäuser und eine Schlosskapelle. Für Gäste und Reisende werden Appartements zur Verfügung gestellt.

### Schloss Ratzötz

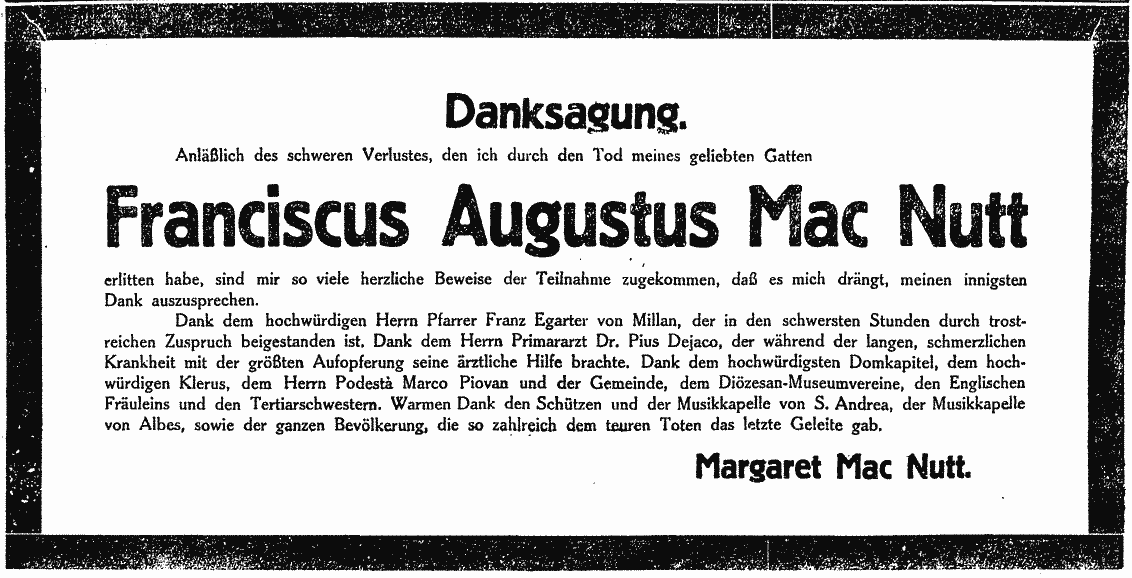
Parte für dem am 30. Dezember 1927 verstorbenen Francis MacNutt (7. Januar 1928)

Schloss Ratzötz unweit von Sarns wurde im 13. Jahrhundert erstmals erwähnt und wurde in den Tiroler Volksaufständen 1809 von den Franzosen geplündert und zerstört. In der Folgezeit diente es als Bauernhaus, bevor es gänzlich restauriert wurde. 1904 verkaufte sein Besitzer Baron Ernst Schönberg die Burg an den päpstlichen Kämmerer und US-Amerikaner Francis MacNutt (1863–1927) und dessen Frau Margaret Odgen-MacNutt, die das Anwesen in den Sommermonaten bewohnten. Das Schloss dient derzeit als Wohnsitz und liegt an der Plosestraße in Richtung Mellaun.

### Vereinshaus mit Bibliothek
Das Vereinshaus „Ferdinand Plattner“ befindet sich im Zentrum des Dorfes. Dort befinden sich der Jugendraum für die Jugend von Sarns und die Bibliothek, die auch Personen, welche nicht in Sarns wohnen, Anlaufstelle bietet. Außerdem finden dort auch verschiedene Feste und Treffen statt, da das Vereinshaus sowohl einen Saal, als auch eine Küche zu bieten hat.

### Haus St. Georg
Das Bildungshaus liegt nahe dem Dorfzentrum und ist von einem großen Garten mit dicken Mauern umgeben. Seine Geschichte reicht bis ins 13. Jahrhundert zurück. Im Haus St. Georg werden in regelmäßigen Abständen Kurse abgehalten. Es verfügt über vier Seminarräume, welche mit moderner Technik ausgestattet sind. Außerdem bietet das Bildungshaus Platz für Feste und Buffets.

## Wirtschaft & Infrastruktur

### Tourismus
Vier der Sarnser Höfe weisen das Kennzeichen „roter Hahn“ auf, das für „Urlaub auf dem Bauernhof“ steht: der Rumlhof, der Bodnerhof, das Schloss Kampan und der Gartnerhof. Diese Höfe bieten Unterkünfte an. Sarns ist vom Radweg aus zu erreichen, von dem man dann über einen Aufstieg ins Dorfzentrum gelangt. Von Sarns aus kann man anschließend mit dem Rad weiter Richtung Albeins und Klausen fahren. An Werktagen fährt untertags in einem Zeitabstand von einer halben Stunde ein Citybus nach Brixen.

### Landwirtschaft
Sarns verfügt über mehrere Obstplantagen, wie z. B. Apfel- und Erdbeerpflazungen, aber auch Mais wird angebaut. Des Weiteren ist die Viehwirtschaft sehr ausgeprägt. An zahlreichen Höfen werden Kühe und Rinder gehalten.

### Bildung
Sarns hat weder Kindergarten noch öffentliche Schulen. Die Kinder können ins naheliegende Albeins oder Milland pendeln. Das frühere Schulgebäude wurde abgerissen und das Vereinshaus an dieser Stelle erbaut. Im Haus St. Georg finden des Öfteren Kurse statt.
Mit einer Waldorfschule (Schule am Bühlerhof), welche als Grund- und Mittelschule dient, besteht dafür ein privates Bildungsangebot.

### Verkehr
Die Route des Brixner Citybus bedient die Fraktion Sarns, wodurch Brixen schnell und leicht mit dem Bus zu erreichen ist. Um mit dem Bus ins Stadtzentrum zu gelangen, benötigt man in etwa 10 Minuten, mit dem Auto sind es ungefähr 5–7 Minuten. Die Hauptstraße und die Autobahn verlaufen nicht durch Sarns.

## Persönlichkeiten
- Karl Golser (1943–2016), römisch-katholischer Moraltheologe und emeritierter Bischof von Bozen-Brixen, war mehrere Jahre Kurat und später Pfarrer von Sarns (1982–1991).
- Stefan Pürgstaller, Mister Südtirol 2011
- Petra Unterfrauner, Miss Südtirol 1996